# Luigi Bozzaotra
Luigi Bozzaotra (Massa Lubrense, 20 agosto 1763 – Napoli, 22 ottobre 1799) è stato un politico e patriota italiano, tra i fondatori della Repubblica Napoletana del 1799.

## Biografia
Nato a Massa Lubrense il 20 agosto 1763 seguì gli studi nel seminario di Sorrento e, poi, si stabilì a Napoli per esercitarvi la professione di notaio, sulle orme paterne.
In seguito allo scoppio della Rivoluzione francese, fu tra i primi sostenitori della nuova forma di governo. Nel 1798 fu designato Cancelliere della Repubblica Cisalpina; ricoprì altre cariche onorevoli, desiderando sempre una riforma della struttura dello Stato. Nel 1799, per mandato affidatogli dal governo della Repubblica Napoletana, piantò l'albero della libertà a Massa Lubrense. Egli fu tra coloro che combatterono il 13 giugno alle porte di Napoli contro l'esercito del Cardinale Fabrizio Ruffo. I patrioti, tra cui lo stesso Bozzaotra, si batterono valorosamente, ma il 22 giugno dovettero arrendersi. Nel contempo re Ferdinando IV tornò da Palermo e i patrioti furono incarcerati o giustiziati in massa. Il 22 ottobre 1799 il Bozzaotra morì sul patibolo a Piazza Mercato a Napoli.

## Aneddoti
Alexandre Dumas padre, nel suo scritto su "I Borboni di Napoli", una dettagliata storia di Napoli sotto i Borbone, pubblicata inizialmente sul suo giornale "L'Indipendente" e quindi in 10 volumi a Napoli nel 1862-1864, racconta l'episodio in cui Luigi Bozzaotra, capitano della guardia nazionale che doveva assistere all'abbattimento di una statua di Carlo III, essendo in ritardo gli operai, abbatté egli stesso la testa spezzando la sua sciabola, mentre la statua venne poi fatta a pezzi dagli stessi soldati della compagnia che comandava. Il Bozzaotra e un suo assistente, che aveva staccato un braccio della statua, furono quindi entrambi impiccati al ritorno dei Borbone.